# Diurético poupador do potássio

Fórmulas estruturais dos diuréticos poupadores do potássio.

Os diuréticos poupadores do potássio são um grupo de fármacos diuréticos, que actuam no rim, aumentando o volume e diminuindo a concentração da urina.
Eles são usados em conjunto com outras drogas, para o tratamento da hipertensão e manejo da insuficiência cardíaca congestiva.

## Mecanismo de acção
Antagonistas da aldosterona
Inibe as ações do hormonio aldosterona, competindo pelos seus receptores das células renais. A aldesterona é responsável pela reabsorção de Na+ em, principalmente, túbulo contornado distal.
Bloqueadores dos ENaCs
São drogas que inibem os canais iônicos do tipo ENaC (Epithelial Sodium Channel), ou canais de sódio epiteliais, impedindo a reabsorção de sódio no néfron distal, causando natriurese e, por conseguinte, diurese.

## Efeitos
Aumentam o volume da urina. São diuréticos limitados se usados sozinhos.

### Efeitos adversos
- Triantereno - cefaleia, hiperpotassemia
- Amilorida- cefaleia, náuseas e hiperpotassemia
- Espironolactona - ginecomastia, baixa potência sexual, agranulocitose, úlcera peptica, gastrite, injúria hepática.

## Usos clínicos
O uso de diuréticos deve ser feito com restrição do sal na dieta, pois o seu efeito poderá aumentar o apetite por sal, e se este for ingerido em grandes quantidades, não terá efeito.
São usados em conjunção com um tiazídico ou diurético da alça para contrabalançar a perda de potássio que estes diuréticos provocam:
- Insuficiência cardíaca
- Hiperaldosteronismo primário (Sindrome de Conn) ou secundário.

Os diuréticos poupadores de potássio de uso clínico incluem:
- Bloqueadores do canal epitelial de sódio
  - Amilorida
  - Triantereno
- Antagonistas da aldosterona:
  - Espironolactona
  - Eplerenona